# Jefferson (Maine)
Jefferson város az USA Maine államában, Lincoln megyében. Lakosainak száma 2551 fő (2020. április 1.).

## Népesség
A település népességének változása:

| 2010 | 2 427 |
| 2020 | 2 551 |